# Кручинина, Альбина Никандровна
Альби́на Ника́ндровна Кручи́нина (род. 12 июля 1943, посёлок Адыгалах, Хабаровский край) — советский и российский музыковед, палеограф, исследователь древнерусского певческого искусства. Кандидат искусствоведения, профессор Санкт-Петербургской консерватории имени Н. А. Римского-Корсакова. Заслуженный деятель искусств Российской Федерации (2002). Основатель и первый заведующий единственной в России и в мире кафедры древнерусского певческого искусства. Автор свыше 60 научных работ.

## Биография
Альбина Никандровна Кручинина родилась 12 июля 1943 года в посёлке Адыгалах Хабаровского края (РСФСР, СССР).
В 1963 году окончила Воронежское музыкальное училище. В 1971 году — Ленинградскую государственную консерваторию имени Н. А. Римского-Корсакова. В 1975 году — аспирантуру Ленинградской государственной консерватории имени Н. А. Римского-Корсакова, теоретико-композиторский факультет.
В 1975—1980 годах — работа в Отделе рукописей Государственной публичной библиотеки.
В 1979 году защитила диссертацию на соискание учёной степени кандидата искусствоведения. Тема — «Попевка в русской музыкальной теории XVII века»; специальность — 17.00.02: музыкальное искусство.
В 1980—1988 годах — проректор по научной работе, профессор Ленинградской государственной консерватории имени Н. А. Римского-Корсакова.
Основатель кафедры Санкт-Петербургской государственной консерватории имени Н. А. Римского-Корсакова «Древнерусское певческое искусство».
Создатель концепции и организатор конференции (с 2002 года — международного симпозиума) «Бражниковские чтения». Научный организатор и руководитель ряда музыкальных фестивалей.
Заслуженный деятель искусств Российской Федерации (2002).
Учёное звание — доцент.
Из класса А. Н. Кручининой вышли два доктора искусствоведения. Под её руководством защищено восемь кандидатских диссертаций по искусствоведению.

## Сфера научных интересов
Палеография, источниковедение, историография, история, теория, поэтика древнерусского певческого искусства.

## Основные научные труды
- Кручинина А. Н. Описание музыкальных рукописей, приобретённых археографическими экспедициями СО АН СССР в 1970—1971 гг. // Вопросы истории книжной культуры. Новосибирск, 1975. Вып. 19. С. 215—237.
- Кручинина А. Н. О семиографии попевок знаменного распева в музыкально-теоретических руководствах конца XV — середины XVII в. // Проблемы истории и теории древнерусской музыки. Л., 1979. С.148—159.
- Кручинина А. Н. Певческие рукописи из библиотеки новгородского Софийского собора // Проблемы источниковедческого изучения рукописных и старопечатных фондов. Л., 1979. С. 120—131.
- Кручинина А. Н. Первое русское пособие по музыкальной композиции // ПКНО. 1978. Л., 1979. С. 188—195 (совм. с Б. А. Шиндиным).
- Кручинина А. Н. Пути изучения попевочного словаря знаменного распева // Вопросы интонационного анализа и формообразования в свете идей Б. В. Асафьева. Л., 1982. С. 52—62.
- Кручинина А. Н. К проблеме текстологического изучения древнерусского монодического цикла // Проблемы русской музыкальной текстологии: (По памятникам русской хоровой литературы XII—XVIII вв.). Л., 1983. С. 47—77.
- Кручинина А. Н. О текстологическом изучении памятников древнерусского певческого искусства // Musica antiqua: Folia Musica. Bydgoszcz, 1985. Vol. 3. N 4.
- Кручинина А. Н. О М. В. Бражникове // Ленинградская консерватория в воспоминаниях. Л., 1987. Кн. 1. С. 232—234.
- Кручинина А. Н. Древнерусские ключи к творчеству Свиридова // Музыкальный мир Свиридова. М., 1990. С. 126—137.
- Кручинина А. Н. О композиционных закономерностях древнерусского чинопоследования // Источниковедческое изучение памятников письменных культур: Поэтика древнерусского певческого искусства. СПб., 1992. С. 11—40.
- Кручинина А. Н. Опыт анализа древнерусского музыкально-поэтического текста: (Тропарь «Егда славнии ученицы») // Ценностный мир русской культуры: Материалылы 2-х чтений факультета истории русской культуры, 15 декабря 1993 / С.-Петербургская государственная академия культуры. СПб., 1995. С. 104—127.
- Кручинина А. Н. Музыкально-поэтическая организация песнопения рус. святому // Музыкальное приношение: К 75-летию Е. А. Ручьевской. СПб., 1998. С. 259—274.
- Кручинина А. Н. Служба прп. Мартиниану Белозерскому в рукописях XVI—XVII вв. // Петербургский музыкальный архив. СПб., 1998. Вып. 2. С. 12—24.
- Кручинина А. Н. Песнопения прп. Кириллу Белозерскому в рукописной традиции основанного им монастыря // Рукописные памятники. СПб., 1999. Вып. 5: Из истории муз. культуры. С. 62—81.
- Кручинина А. Н. Песнопения царевичу Димитрию в русской певческой традиции XVII — нач. XIX вв. // Культурное наследие средневековой Руси в традициях Урало-Сибирского старообрядчества. Новосибирск, 1999. С. 201—213.
- Кручинина А. Н. Святой сщмч. Григорий, епископ Великой Армении, в христианской культурной традиции Древней Руси // Петербургский музыкальный архив. СПб., 1999. Вып. 2. С. 141—152.
- Кручинина А. Н. 10 лет кафедре древнерусского певческого искусства // Петербургская консерватория в мировом муз. процессе (1862—2002). СПб., 2002. С. 36—39.
- Кручинина А. Н. Попевка знаменного распева в русской музыкальной теории XVII в. // Певческое наследие Древней Руси: (История, теория, эстетика). СПб., 2002. С. 46—151.
- Кручинина А. Н. Проповедь добра, правды и красоты // Мифы и миры А. Глазунова. СПб., 2002. С. 28—38.
- Кручинина А. Н. «Радуйся, Петре, вкупе с супружницею своею Феврониею» // Музыкальная академия. М., 2003. № 2. С. 18—28.
- Кручинина А. Н. Музыкально-поэтические формулы именования святого в службе прп. Варлааму Хутынскому // Древнерусское песнопение: Пути во времени. СПб., 2004. Вып. 1. С. 19—27.
- Кручинина А. Н. Головщик иеродиакон Григорий (Жернов): История его книг и деяний // Социальные конфликты в России XVII—XVIII вв. Саранск, 2005. С. 284—294.
- Кручинина А. Н. Патриарх Никон: традиции и современность: (Русское певческое искусство 2-й пол. XVII — нач. XVIII в.) // Государство, религия, Церковь в России и за рубежом: Информационно-аналитический бюллетень М., 2007. № 1-2. С. 88—102.
- Кручинина А. Н. «Риторская премудрость» древнерусского распева: О музыкально-поэтических приёмах в стихире «Днесь Владыка твари» // Греко-русские певческие параллели. К 100-летию афонской экспедиции С. В. Смоленского. М.; СПб., 2008. С. 292—301.
- Кручинина А. Н. О двух типах служб русским преподобным святым // Composing and Chanting in the Orthodox Church. Joensuu (Finland), 2009. P. 44—55.
- Кручинина А. Н. Евангельский текст в древнерусских песнопениях // Остромирово Евангелие и современные исследования рукописной традиции новозаветных текстов. СПб., 2010. С. 239—249.
- Кручинина А. Н. Гимнографические источники русских служб преподобным святым // Гимнология. 2011. Вып. 6. С. 164—174.
- Кручинина А. Н. Песнопения равноапостольному великому князю Владимиру в русской певческой книжности XVI—XIX вв.: (Источниковедение, текстология, поэтика) // Древнерусское песнопение: Пути во времени. СПб., 2011. Вып. 5. С. 140—170.
- Кручинина А. Н. «Христос при дверех, зремая Пасха прииде»: Чин умовения ног в древнерусской певческой традиции // Евразия: Духовные традиции народов. М., 2012. № 1. С. 186—215 (совм. с Т. В. Швец).
- Кручинина А. Н. Соловецкие преподобные святые в нотированных рукописях XVI—XIX вв. // Музыкальная археография — 2013. М., 2013. С. 4—13.
- Кручинина А. Н. Коллекция нотированных рукописей из собрания А. А. Титова, хранящегося в ОР РНБ // Там же. С. 139—148.
- Кручинина А. Н. Служба на перенесение мощей прп. Сергия Радонежского: Исследование, текст и распев. СПб., 2014 (совм. с М. С. Егоровой, Т. В. Швец).

## Награды и премии
- Премия фонда имени Д. С. Лихачёва (2024).